# 28年後...
『28年後...』（にじゅうはちねんご、原題：28 Years Later）は、2025年に公開されたイギリスのSFホラー映画。
人間を凶暴化させるウイルスが蔓延して感染者が人々を襲い壊滅状態になった世界を舞台に、生き残った人々のサバイバルを描くシリーズ第3作目で、『28週後...』の続編。第1作『28日後...』の監督ダニー・ボイルと脚本アレックス・ガーランドが復帰する。三部作として企画されており、続編は『28 Years Later: The Bone Temple』。

## あらすじ
ウイルス蔓延から28年後の世界。感染を逃れたわずかな人間たちは本土から離れ、孤島に身を潜めている。感染者から身を守るため、島の人々は見張り台を建て、武器を備え、コミュニティーの厳しいルールに従って生活している。そんな中、父親のジェイミーと息子のスパイクは、「ある任務」を実行するために島を出て本土に向かおうとする。

### 長い本番
2002年、３人の活動家と地元の狂気の科学者が感染したチンパンジーに殺された後、ジミーという名の少年は、両親、叔母、６人の姉妹、そして従妹のデリラと共に、スコットランド高地の小さな田舎町に住むことになった。その町には、一軒の家と、父親が神に祈りを捧げる教会があった。
子供たちがテレビでテレタビーズを見ていると、外で警報が鳴り響き、ジミーの叔母が飛び込んできて、ジミーと他の子供たちに、その場に留まり、動かないようにと促した。家の周りの騒ぎが聞こえて子供たちは怖がり、ジミーはドアに向かい、父親に電話した。すると、ドアが揺れ始めた。その時、部屋が勢いよく開けられ、ゾンビのような怪物「感染者」が一行を見つけ、家の中に侵入してきた。
感染者たちは少女たちを襲い、ドアの向こうにいるジミーに気づかれることなく、あっという間に食べ尽くした。彼はその隙をついて逃げ出し、別の部屋で母親が食べられるのを見届けることになる。家の中を走り回ると、親戚全員がゆっくりと感染者へと変貌していくのを目にする。しかし幸運にも、彼は建物から脱出することができた。
外にはさらに多くの感染者がいたので、ジミーは教会へ急ぎ、祈っている父親と二人を探し、助けを求める。しかし、神父は感染者を悪者とは考えていなかった。実際、終末による宗教的陶酔状態に陥ったジミーの父親は、レイジウイルスの蔓延を審判の日と称え、感染者たちは自分の目に映っているからこそ救われるのだと主張した。彼はジミーに金の十字架のネックレスを渡し、信仰を持つようにと告げる。
その時、感染者が窓を突き破り、ジミーは逃げ出すが、父親は救われることを願って後ろに留まる。感染者たちはジミーに群がり、あっという間に噛みつき、ジミー自身も感染者へと変貌してしまう。ジミーは隠れた場所から、父親が感染者たちの群れを許し、暴力的に殺害するのを見守っていた。その後、ジミーは教会から田舎へと逃げ出した。この混乱はすべてレイジウイルスによって引き起こされた。

### １５ヶ月後
スコットランド高地はゾンビに侵略された。

### ２８ヶ月後
ウイルスは国土全体を破壊した。

### ５年後
ゾンビは飢えで死に始めた。

### １１年後
アメリカはスウェーデン海軍の船員をイギリスに派遣し、ゾンビの駆除を試みた。

### １８年後
ヨーロッパ大陸はついに森林伐採された荒れ地と化した。

### ２４年後
ヨーロッパ大陸はゾンビを追い払い、イギリスに封じ込めた。イギリスは世界から隔離された。イギリスは荒れ地となり、生存者たちは自力で生き延びなければならなかった。

### ２８年後
リンデスファーン島は、潮汐の土手道によって本土から隔てられた安全地帯で、生存者たちのコミュニティが暮らしている。ある朝、スパイクという名のサバイバリストの少年は、初めてゾンビの倒し方を教わる。父ジェイミーは朝食の準備をするが、寝室で病気の妻イスラが倒れる音を聞き、中断する。二人は急いで彼女の様子を見に行くが、スパイクが今日訓練を受けると聞いてイスラはパニックに陥る。口論になるが、少し話すとすぐに落ち着きを取り戻す。彼女は常に記憶喪失と混乱に悩まされており、半分の時間、何が起こっているのか理解できない。キッチンに戻ると、スパイクはサムを見つける。サムは、２８週間前のオリジナルのサムがヘリコプターの回転翼に衝突して亡くなってからの姿だ。サムはスパイクに真新しい弓をくれる。町を出る途中、皆はスパイクを応援し、幸運を祈る。町の門で、ジェニーは彼にルールを思い出させる。町を出た者は誰でも戻ってくることが許されるが、もし誰かが戻ってこなければ、誰もその人を探しに行かない。救助活動で既に多くの命が失われている。
二人は土手道を渡って本土へ向かう。ジェイミーは昔の話をいくつも聞かせてくれる。スパイクは海から遠く離れた場所で人々が暮らしているなんて信じられない。二人は橋を渡り森へ向かう。常に敵の気配を察知しながら。やがて、背中に鳥を乗せて地面を這う、動きが鈍く肥大化したゾンビを発見する。感染体がミミズを食べるために立ち止まると、スパイクは弓を構え、矢を放つ。太った感染体の首に命中し、あっという間に死に至らしめる。背後からもう一体の太った感染体が迫ってくるので、ジェイミーは矢でそれを仕留める。物音に誘われてモンスターが次々と現れ、ジェイミーはさらに一匹を仕留めるが、スパイクは最後の一匹を逃がすようにとジェイミーに頼みる。ジェイミーは息子を誇りに思うが、スパイクは殺さなければならないことに違和感を感じている。
二人は森の中を進み、美しい動物たちを目にする。やがて、廃屋にたどり着きく。そこには感染体が逆さまに縛られ、頭には袋をかぶせられ、背中には「ジミー」という文字が刻まれている。ジェイミーは、誰かが人間として彼を捕らえ、餌として残したため、彼も感染者になったのではないかと推測しする。スパイクはスパイクに殺してもらうが、感染体は抵抗を続け、子供は恐怖で震える。感染者はなんとか身を解き放ち、スパイクは驚いて矢を放ち、怪物の頭を射殺した。その後も彼らは歩き続け、地面に半分食べられた動物を発見した。スパイクが見上げると、その頭と背骨が木に引っかかっていた。ジェイミーは今日初めて、この感染ゾンビは「アルファ」によって進化したものであり、より強く、より知能の高いレイジウイルスによって進化した感染者であるとしかできないと不安になった。
ジェイミーは息子に、音を立てないようにスピードを上げさせる。進み続けると、開けた野原に着くと、感染者の大群と彼らのアルファリーダーがいた。二人は追跡が始まる中、森へと急いで戻った。危険であっても、ジェイミーはスパイクの訓練をやめず、動きながら撃ち、心臓と頭を狙うように教えた。二人は廃屋に戻り、後をついてくる感染者を全員撃ちながら、安全な隠れ場所を探した。ついに屋根裏部屋の入り口を見つけて中に入り、感染者に見つかる前にドアを閉めた。
何時間も経ち、二人は外を探し続けたが、アルファはその場を離れなかった。ジェイミーは息子に、アルファは体格が大きく、賢く、倒すには矢が多すぎると説明した。矢はもう残っていないので、今は待つしかない。スパイクは、射撃に失敗し、怖くて早く撃てなかったことに罪悪感を抱くが、ジェイミーは初めてにしては素晴らしい出来だったと彼に保証する。
真夜中、彼らは明かりを持った人影を目撃し、ジェイミーはそれが隔離パトロール隊だと説明する。反対側では火が見え、スパイクは興味津々ですが、ジェイミーはすぐに話題を変える。スパイクが眠りに落ちると、建物が揺れて母親が溺れるという奇妙な悪夢を見る。
ジェイミーは家が揺れているので脱出する必要があるとスパイクを起こす。二人は急いで外へ飛び出し、屋根が崩れ落ちる直前に脱出に成功する。騒音で感染者が寄ってくると分かっていたので、ジェイミーとスパイクは一目散に家へ走り始める。満潮で土手道は水浸しになっているが、それほど深くはないのでまだ渡ることができる。突然、一群の鳥が頭上を飛び、アルファが土手道に現れて二人を追いかける。スパイクは水上で何度か足を滑らせたが、ジェイミーは素早く助けに入り、二人は急いで陸に戻った。ジェイミーは叫び声を上げ、笛を吹いて門の警備員に知らせた。一行はライトを点灯し、アルファを見つけ、矢を放って倒そうとした。怪物はすぐに回復するため、次の矢は放たれる前に火をつけられた。こうしてアルファは倒れ、ジェイミーは息子を門まで引きずって行くことができた。ジェニーは彼らが感染していないことを確認するまで数秒待たせ、ようやく門を開けて中に入れるようにした。
その後、パーティーで皆がスパイクの復帰と初殺害を祝う。ジェイミーは一部始終を話すが、スパイクはこれほど多くの殺人事件を祝うことに不快感を覚える。群衆はスパイクを椅子に持ち上げ、酒を飲むことを許す。ついに、圧倒されたスパイクは外へ飛び出し、酒を吐き出す。その時、ジェイミーが他の女性と浮気しているのを目撃し、父親の浮気を目の当たりにして打ちのめされる。スパイクは家に帰ると、サムが眠るアイラを見守っている。冒険の出来事を詳しく話した後、スパイクはサムに見た火事について尋ねる。サムはそれが科学者であり医師であり葬儀屋でもあるケルソンだと考え、ジェイミーが何かの理由で彼について話すのを拒んだと答えるが、それ以上は説明しない。
翌朝、アイラはひどい頭痛に襲われ、薬を頼む。しかしスパイクは薬の入手先が分からなかった。ジェイミーが戻ってくると、スパイクはジェイミーの姿を見るのが辛くなり、部屋を出て行く。数分後、スパイクは勇気を振り絞り、なぜケルソンにアイラの様子を見に行くように言わなかったのかとジェイミーに尋ねる。ジェイミーはケルソンがずっと前に正気を失ってしまったと説明し、１５年前に最後に彼を訪ねた時のことを話す。ジェイミーを含む遺体捜索隊は、炎に包まれた地面に何千もの遺体が整然と並んでいるのを発見した。ケルソンは死体を大きな炎の中へ運び、恐怖に駆られて逃げ惑う一団に手を振った。スパイクはアイラが助けを必要としていると主張し、父親の不倫を非難する。ジェイミーはスパイクを平手打ちする。スパイクはすぐに後悔するが、母親のいる階へ駆け上がる。ジェイミーが追いかけようとすると、スパイクはナイフを取り出し、近づくなと告げる。ジェイミーは簡単に武器を奪うが、事態を悪化させたくなかったため、スパイクにナイフを返して立ち去る。
しばらくして、スパイクは納屋に火を放つ。そして、町の誰もが消火に協力が必要だと警備員に警告するために走る。大人たちがいない間、見張りをすることを約束する。しかし、一人になるとすぐにスパイクはアイラを連れ戻し、二人は門を抜けて本土への土手道へと出発する。アイラは自分たちの居場所に気づき、パニックになり、ジェイミーと父親を呼び続ける。スパイクは彼女を落ち着かせ、医者が助けてくれると説得する。
一日中歩き回った後、彼らは夜を過ごす建物を見つけた。見張り続けるのに飽きたアイラは、スパイクを起こしてアウトブレイク以前の話を聞かせ、スパイクは自分の父親によく似ていると言った。会話が続くうちに、アイラはスパイクをパパと呼び始める。スパイクは自分が見張っている間、アイラに寝るように言う。しかし、スパイクは疲れていて眠ってしまい、太った感染者は建物の中に入ることができてしまう。感染者はスパイクの靴ひもを食べようとし、それが虫ではないと分かると吐き出す。そして、スパイクの顔に近づき、噛みつこうとした瞬間、誰かがそれを引き戻す。
その瞬間、スパイクは目を覚まし、全ては夢だったと思い込むが、感染者の死体がすぐそばにあった。アイラは何が起こったのかわからないと言うが、フラッシュバックで太った感染者の頭を像に叩きつけたことが分かる。「何が起こったのかわからない」というのは嘘だったことが明かされる。
一方、兵士の一団は感染者の大群に追われていた。彼らはできる限り多くの感染体を撃とうとしたが、兵士の多くは負傷しており、弾丸も残っていなかった。間もなく感染者たちは彼らに追いつき、噛みつき始め、彼らも変身させてしまう。他の兵士たちは仲間を撃たざるを得なくなり、脱出に成功したのはわずか３人だった。彼らはトンネルに辿り着き、門を閉めてから発砲し、近づきすぎた感染者を殺害した。その後、トンネル内を探索するが、アルファに襲われてしまう。彼は兵士を捕らえ、背骨で頭をもぎ取り、その棘で別の男を倒す。３人目の兵士はドアの前にいた感染者を銃で撃ち、トンネルから逃げ出す。
アイラとスパイクの話に戻ると、二人はアイラの妄想に対処しながら旅を続ける。古い像を見つけると、彼女はスパイクを父親だと思い込み、しばらく彼と話す。彼女の鼻から血が流れ出し、その匂いに引き寄せられた感染者が現れるが、スパイクは素早く矢でその感染者を仕留める。血がアイラの額に落ちたので、スパイクはアイラがゾンビの血に触れる前に急いで拭き取る。間もなく、さらに多くの感染者が到着し、二人は敵が近づくたびにスパイクから矢を放ちながら、全速力で逃げる。
ようやくガソリンスタンドに辿り着き、ドアをこじ開けてなんとか中に入る。部屋は青い火薬の煙で満たされ、呼吸も困難だ。感染者たちが後を追ってきて、二人は逃げ続けるしかない。スパイクはいくつかの物を掴み、モンスターたちに投げつけて足止めする。モンスターの数が多すぎて行き止まりに追い詰められるが、その時天井のハッチが開き、スウェーデン海軍の水兵エリック・サンドクヴィストがスパイクを感染者の群れから救出する。彼は座礁したNATOの検疫哨戒艇の唯一の生存者で、彼らの探検隊に加わり、二人に隠れるよう指示する。そして彼は感染者たちに発砲し、煙に触れて大爆発が起こった。炎は感染者たちを焼き尽くし、必死に逃げようとするも、逃げ出す前に倒れてしまう。アイラとスパイクはうまく隠れていたので無傷だった。隙を突いて、二人は建物から脱出した。
アイラが吐いて頭痛に苦しんでいる間、エリックは助言を求めるために彼女たちに近づくが、スパイクが何も答えられないのでパニックになる。
結局、エリックは彼らに同行することに決め、旅の間アイラを抱っこしてあげるとまで申し出る。数時間後、彼らは休憩を取り、リンゴを食べる。エリックはiPhoneを試してみたが、電波が入らず、バッテリーもほとんど残っていなかった。スパイクはiPhoneを見たことがなかったので、エリックは使い方を教え、ガールフレンドの写真を見せた。スパイクも整形手術を見たことがなかったので、その女性はひどく醜いと思った。その時、バッテリーが切れ、エリックはiPhoneを捨てた。そして一行は出発し、アイラは物音を聞いてゾンビたちを後にする。彼女はその音を追って、ネズミだらけの錆びた廃列車に辿り着く。中に入ると、妊娠中の感染女性がいて、彼女は愕然とする。感染者は最初は攻撃的だったが、アイラは悪気はないことを示し、彼女の出産を手伝った。少年たちが到着すると、アイラはスパイクにへその緒を切らせ、赤ちゃんを水で洗わせた。感染者が咆哮を上げながら前に出ると、エリックは誤って彼女を射殺した。エリックは赤ん坊も殺そうとしたが、しかしスパイクとアイラはよく観察し、赤ん坊は人間だと結論づけた。エリックがそれでも撃とうとしたその時、天井から感染者の手が伸びてきて彼を引きずり出した。そして、感染者は中に飛び込み、自分がアルファであり、エリックの頭であることを明かした。
感染者の死体に気づいたスパイクは激怒し、人間たちを追いかけ始める。逃げる人間たちを相手に、スパイクは矢を放ち続ける。ダメージはそれほど大きくないものの、少なくともアルファの足止めにはなる。間もなく、スパイク、アイラ、そして赤ん坊は列車から脱出するが、アルファも同じように脱出して追跡を続ける。しかし、そこにイアン・ケルソン博士が現れ、吹き矢とモルヒネ・キシラジンの矢で彼を気絶させる。その後、ケルソンは自己紹介をし、レイジウイルスから身を守るため、免疫抑制された血液で体を覆っていると説明した。彼はエリックの頭を掴み、アルファを「サムソン」と呼び、この地域に３年間住んでいるが、普段は距離を置いていると話す。スパイクはケルソンに母親を助けてほしいと頼み、ケルソンは死者を偲ぶために作った神殿のような場所、骨の神殿へ連れて行くことに同意した。何千万億兆もの他骨が柱に結びつけられ、頭蓋骨が積み重なって塔が作られ、森の木々の根が使われた。ケルソンは人間と感染者の両方を利用した。彼らは非常に似ていると考えているからだ。エリックの首は火に投げ込まれ、肉がすべて燃え尽きると、ケルソンはエリックの頭蓋骨を洗い、スパイクに塔に加えるように頼む。その後、ケルソンは赤ちゃんの話を聞いて、胎盤が彼女を感染から守ったと結論づける。
その夜、ケルソンはアイラに様々な検査を施し、末期癌であると診断する。アイラが泣く中、スパイクは抗末期癌剤を盗んで彼女を治すことはできないと理解できずパニックに陥り、その知らせに苦しむ。ケルソンは彼を慰め、母親の愛を思い出すように助言する。アイラは息子を慰め、しばらく前から癌を疑っていたが、記憶喪失のため確信が持てなかったと告白する。スパイクの目をそらしながら、アイラはケルソンに慈悲を求める合図を送る。ケルソンはスパイクにモメント・モリ／アモリスの概念を教える。これは、誰もが適切な時に愛のうちに死ぬことを忘れてはならないという意味である。アイラは赤ん坊をスパイクの腕に抱き、ケルソンの後を追って森へ。そこでケルソンはアイラを苦しみから解放し、死を受け入れて安楽死の手続きを済ませる。ケルソンは渋々ながらも、癌に侵されたアイラを吹き矢で殺す。スパイクは母親との幸せな思い出を胸に、ケルソンがアイラのきれいな頭蓋骨を持って戻ってくるまで、思いを馳せる。赤ん坊を医者に預けた後、スパイクは塔を登り、日の出とともにアイラの頭蓋骨を記念碑の頂上の台座に置いた。
翌朝、サムソンが運動場を走って現れて、ケルソンは子供たちを、自分が守るために作った秘密の穴に押し込んだ。サムソンは子供たちを見つけ、怒鳴りつけながら蓋を外そうとするが、開けることができず諦める。子供たちは安全だと思った。しかし、サムソンは木を突き破って戻ってきて、ケルソンをつかみ、振り回してから首を絞め始める。スパイクは医者の鎮静剤の針を1本取り、サムソンの腕に注射する。するとサムソンはたちまち眠りに落ち、ケルソンは救出される。
その後、スパイクはカゴに入れた赤ちゃんを連れて町に戻る。彼は赤ちゃんをイスラと名付け、門の外にジェニーが見つけられるようにメモを置いたままにする。メモはジェイミーの手に渡り、ジェイミーはそれを読んで、スパイクがいなくなっていること、そして見つからないことを知る。手紙には、ケルソンが狂っていないこと、そして赤ちゃんが清潔であることも記されていた。絶望したジェイミーは、息子を探すために町を飛び出す。しかし、潮が満ちすぎて、遠くまで行けない。

### ２８日後
スパイクはもはや本土を彷徨い、狩った動物を糧に生き延びていた。感染者が近づこうとしたが、一撃であっさり仕留めた。さらに怪物が迫ってくるので、スパイクは逃げるしかなかった。道は大きな岩壁に阻まれていたが、幸運にもそこにいた感染者は一人だけで、スパイクはその感染者も仕留めた。突然、誰かが驚きの声をあげ、スパイクは振り返ると、大人になって成長したジミー・クリスタル卿がまだ父親の逆十字のネックレスを着けており、感染者の発生後のイギリスでまだ生き延びていたのを発見した。ジミーは彼を「素晴らしい射撃手」と呼び、それが本当の詩なのか疑問に思うが、ジミーはまだゾンビのことでここにいて、今はゾンビが多すぎると思っている。ジミーはスパイクに、立派な若い孤独な戦士を紹介し、スパイクのスキルに感銘を受けた。彼には、ダブル・ジミー、インク、シタ、フォックス、ジョーンズ、スネーク、ジミマという、数人の犯罪ギャングのカルト活動家がおり、彼自身と彼ら全員に、おそろいの金髪ヘアスタイルと、それぞれ個別の色のトラックスーツを着せるように仕向けていた。後者の特徴は、ジミーが子供の頃に見ていたテレタビーズのタイトルキャラクターを反映しており、全体的な外見は、動物愛護活動家３人が登場した当時、性犯罪者や小児性愛者として暴露されていなければ、今でも愛されている子供向け番組の司会者だったであろうサー・ジェームズ・ウィルソン・ヴィンセント・サヴィルを反映していた。ジミーはゾーンに入るのを嫌がるので、喜んでそうする。スパイクは感染ゾンビを追いかけることにとても興味を持っているようで、チームに引き入れる。
ジミーはゾンビが来る前にチームを押さえ、突撃してテレタビーズのハードロックパンクバージョンのテーマを流すと、チームは壁から飛び降り、数分で全てのゾンビを殺すために力を合わせた。彼らは、狂気のヒステリックな精神異常者のように残忍に殺人を行うことを楽しんでいるので、そうしながら笑っているのだった。ジミーは歓声をあげて勝利を祝い、スパイクに「友達」になるべきだと告げる。

## キャスト
アイラ
演 - ジョディ・カマー、日本語吹替 - 宮島依里
ある病を患うジェイミーの妻。
ジェイミー
演 - アーロン・テイラー＝ジョンソン、日本語吹替 - 津田健次郎
アイラの夫。
ケルソン先生
演 - レイフ・ファインズ、日本語吹替 - 岩崎ひろし
感染者達の中で暮らす元医者。
スパイク
演 - アルフィー・ウィリアムズ、日本語吹替 - 杉山里穂
アイラの12歳の息子の主人公。
エリック・サンドクヴィスト
演 - エドヴィン・ライディング
NATOのスウェーデン人の兵士。
ジミー・クリスタル卿
演 - ジャック・オコンネル / ロッコ・ヘインズ（子供）、日本語吹替 - 小野寺悠貴
生存者たちで構成されたカルト教団「ジミーズ」のリーダー。
ジミー・インク
演 - エリン・ケリーマン
ジミーズのメンバーの一人。
ジミーマ
ジミーズのメンバーの一人。
サムソン
演 - チ・ルイス・パリー
サム
演 - クリストファー・フルフォード
ジェイミーの友人であり島の住人。
ジェニー
演 - ステラ・ゴネット
島の指導者評議会のメンバー。